# Гуммет
Мусульманська соціал-демократична партія «Гуммет»[джерело?] («Хіммат») (азерб. himmət — укр. енергія) — перша в мусульманському світі партія соціал-демократичної спрямованості .

## Історія
Сформована у Баку молодими азербайджанськими активістами у 1904-му році. До їх числа входили Мамед Емін Расулзаде, Султан Ефендієв, Р.Мовсумов, А. Д. Ахундов і Мамед-Гасан Гаджинський, дехто з яких мав зв'язки з російськими соціал-демократами. У 1905-му році до групи долучився Мешаді Азізбеков та Наріман Наріманов, члени РСДРП (РСДРП). Останні значно посилили лідерство партії «Гуммет», яка значно виросла у період Революції 1905—1907 років у Росії. Не обмежуючись виключно Баку, «Гуммет» розповсюдила свій вплив на провінційні райони Азербайджану й установила філії в Дагестані й Транскаспії.
З жовтня 1904 до лютого 1905 року учасники організації випустили шість номерів нелегальної газети «Гуммет» на азербайджанською мовою. У період Революції 1905—1907 років «Гуммет» брала участь в організації страйків, в роботі Бакинської ради, Союзу нафтопромислових робітників, випускала листівки. Відділення «Гуммет» були відкриті у Єлизаветполі, Джульфі, Нахічевані, Шемасі, Шуші. Тіфліське відділення «Гуммет», в якому до кінця 1905 року брали участь понад 100 чоловік, особливо відзначалось своєю політичною активністю. У 1906—1907 роках «Гуммет» видавала газети «Девет-Коч» («Заклик») — спільно з вірменською секцією БК РСДРП, потім «Тюкамюль» («Еволюція») і «Йолдаш» («Товариш»), а також опублікувала програму РСДРП азербайджанською мовою.
Коли російський уряд вдався до жорстких репресій в середині 1907-го року, «Гуммет» втратила своїх послідовників так само швидко, як вона їх набувала. Деякі з її лідерів були заарештовані, а інші врятувались втечею до Ірану, й до кінця року «Гуммет» втратила організованість.
Після лютневої революції, 3 березня 1917 року, партія «Гуммет» була відновлена Нарімановим й Азізбековим. В районах Баку та інших містах Азербайджану було створено відділення й групи «Гуммет». В червні 1917 був обраний новий комітет «Гуммет» під головуванням Нарімана Наріманова.
З 3 (16) липня 1917 виходила газета «Гуммет». «Гуммет» була представлена разом з Бакинською партійною організацією на VI з'їзді РСДРП(б).
Однак, у зв'язку з конкуренцією з партією «Мусават», їй не вдалось повернути своїх прибічників.
Після поразки Бакинської комуни в Баку і встановлення влади Азербайджанської Демократичної Республіки частина членів «Гуммет» поїхала до Астрахані, частина перейшла у підпілля. Члени «Гуммет» — меншовики увійшли до парламенту Азербайджанської Демократичної Республіки, утворивши соціалістичну фракцію.
11 лютого 1920 року «Гуммет», бакинська організація РКП(б) й організація «Адалят» об'єднались у Азербайджанську комуністичну партію. У квітні 1920 члени «Гуммет» вітали встановлення радянської влади в Азербайджані.